# Vladimir Ivanovič Narbut
Vladimir Ivanovič Narbut (in russo Владимир Иванович Нарбут?; Narbutivka, 14 aprile 1888 – Magadan, 14 aprile 1938) è stato un poeta e editore sovietico, membro dell'acmeismo, internato in un campo di lavoro forzato, fu fucilato dopo un processo sommario da parte dell'NKVD.

## Biografia
Vladimir Narbut nacque in una famiglia della piccola nobiltà lituana, nella tenuta di famiglia a Narbutivka, nei pressi dell'antica città di Hluchiv, nel governatorato di Černigov (Impero russo), ora parte dell'Oblast' di Sumy (Ucraina). Nel 1905-1906 soffrì di una malattia che lo rese zoppo in seguito alla rimozione del tallone destro. Nel 1906, Vladimir Narbut e suo fratello Georgij, il quale in seguito diventerà un noto pittore e grafico, si trasferirono a San Pietroburgo, alla cui Università Vladimir studiò matematica, lingue orientali e filologia; ma non completò gli studi. Pubblicò la sua prima poesia nel 1909, in un almanacco della rivista studentesca Gaudeamus, e, nel 1910 fu pubblicato il suo primo volume di versi, Poesie (in russo Стихи?, Stihi). Nel 1912 si unì agli acmeisti.
Le prime composizioni poetiche di Narbut erano dedicate alla natura, e gli guadagnarono il rispetto dei critici Valerij Brjusov e di Nikolaj Gumilëv e, più tardi, l'ammirazione di Ėduard Bagrickij. Per Wolfgang Kasack, la poesia di Narbut «è molto concreta e colorata, privilegiando un linguaggio di prosa descrittivo e ritmico che incorpora elementi lessicali ucraini». Il secondo volume di poesie, Alleluia (in russo Аллилуиа?, Alliluia) pubblicato del 1912, conteneva dei versi che gli valsero una condanna per "blasfemia e pornografia" da parte della Censura russa. Con l'aiuto di Gumilëv, Narbut sfuggì all'arresto unendosi a una spedizione etnografica per la Somalia e l'Abissinia; ritornò in Russia cinque mesi dopo, nel marzo 1913, grazie a un'amnistia concessa per il 300º anniversario della dinastia dei Romanov.
Dal 1913 al 1917, quindi anche durante il periodo della prima guerra mondiale, trascorse la maggior parte del suo tempo a Narbutovka e Hluchiv. Dopo la Rivoluzione d'ottobre, Narbut divenne membro del Partito Socialista Rivoluzionario, ma partecipò alle elezioni per la lista bolscevica. Nel gennaio 1918, la famiglia Narbut subì a Hluchiv violenza di un gruppo armato di rivoluzionari all'assalto di "proprietari e ufficiali": Vladimir Narbout fu colpito da quattro colpi di arma da fuoco e, in seguito alle ferite riportate, gli fu amputata la mano sinistra nell'ospedale locale; suo fratello Sergei, un ufficiale tornato di recente dal fronte, fu ucciso. 
Narbut si iscrisse al PCUS e ricevette una serie di incarichi organizzativi politici e culturali, combinando questi doveri con la sua attività letteraria fino al 1921. Nel 1918-19 fu a Voronež dove curò la pubblicazione bisettimanale "Sirena" (in russo Сирена?) nel quale, all'opposto delle posizioni del Proletkult, fu favorevole al mantenimento della tradizione culturale: pubblicò nuove poesie di Blok, Achmatova, Pasternak e l'articolo-manifesto di Osip Mandel'štam "Il mattino dell'Acmeismo" (in russo Утро акмеизма?, Utro akmeizma).
Nel 1919 è a Kiev dove partecipa alla redazione delle riviste Aurora (in russo Зори?, Zori), L'ufficiale rosso (in russo Красный офицер?, Krasnyj oficer) e Il sole del lavoro (in russo Солнце труда?, Solnce truda). Dopo la conquista della città da parte dei Bianchi, si mise in fuga; ma l'8 ottobre 1919 fu arrestato dal controspionaggio bianco a Rostov sul Don e riconosciuto come propagandista comunista. Durante l'interrogatorio si difese affermando di non essere comunista, ma di aver aderito al partito bolscevico per paura e opportunismo. Il verbale dell'interrogatorio cadrà poi nelle mani della Čeka e verrà utilizzato contro di lui nel 1928. Nel 1919, comunque, fu liberato da un'incursione della Cavalleria Rossa.
Visse in Ucraina dal 1920 al 1922, dove ricoprì, tra l'altro, la carica di direttore della YugROSTA (l'agenzia dei telegrafi nella Russia meridionale). A Odessa frequentò il "Collettivo dei poeti" con Ėduard Bagrickij, Jurij Oleša, Il'ja Il'f e Valentin Kataev. A Odessa Vladimir Narbut sposerà Serafima Gustavovna Suok, le cui sorelle Ol'ga e Lidija saranno moglie rispettivamente di Jurij Oleša e di Ėduard Bagrickij. Valentin Kataev rappresentò poi Vladimir Narbut, col nomignolo di "Zoppo", nel romanzo a chiave La mia corona di diamanti.
Nel 1922 si trasferì a Mosca, dove prestò servizio in qualità di vicedirettore del Commissariato del popolo per l'istruzione del Comitato Centrale del PCUS; fondò e diresse la casa editrice "Terra e Fabbrica" (in russo Земля и фабрика (ЗиФ)?, Zemlya i fabrika (ZIF)), specializzata in edizioni complete. Nel 1925 fondò, insieme all'editore Reginin, il mensile "Trenta giorni" (in russo Тридцать дней?, Tridcat’ dnej). Nel periodo 1927-1928 fu uno dei leader dell'«Associazione pan-russa degli scrittori proletari» (in russo Всероссийская ассоциация пролетарских писателей (ВАПП)?, Vserossijskaâ Associaciâ Proletarskih Pisatelej (VAPP)). Nel 1928 Narbut fu espulso dal PCUS, e quindi destituito dai suoi incarichi, con l'accusa di aver nascosto le circostanze legate alla sua attività in Ucraina nel 1919, durante la guerra civile. Nel 1933 ritornò alla poesia, ma solo alcune delle sue composizioni poetiche furono in seguito pubblicate su riviste. 
Il 26 ottobre 1936 Narbut fu arrestato dall'NKVD con l'accusa di aver promosso il "nazionalismo borghese ucraino". Classificato dall'inchiesta tra i membri del "gruppo di nazionalisti ucraini-letterati", che sarebbe stato impegnato in attività antisovietiche, con a capo Igor Postupal’skij e, fra i membri, oltre a Narbut e a Postupal’skij, i traduttori Pavel Šlejman (Karaban) e Pavel Zenkevič e il critico letterario Boris Navrockij. Il 23 luglio 1937, con una delibera dell'Assemblea Speciale dell'NKVD, i cinque furono condannati a cinque anni di carcere ai sensi degli articoli 58-10 e 58-11 del codice penale dell'RSFSR. In autunno Narbut fu trasferito in un campo di transito vicino a Vladivostok e, in novembre, a Magadan. Il 2 aprile 1938, durante la campagna di terrore di massa nei campi di Kolyma passata alla storia con il nome di "Garaninŝina"  (dicembre 1937-settembre 1938), fu avviato un nuovo procedimento penale contro Narbut con l'accusa di sabotaggio. Fu interrogato il 4 aprile, il 7 aprile furono redatti un atto d'accusa e una decisione della troika dell'NKVD e il 14 aprile, giorno del suo cinquantesimo compleanno, Narbut fu fucilato. 
Dopo la sua riabilitazione (intorno al 1956), il nome di Narbut fu menzionato talvolta occasionalmente, ma i suoi lavori non furono più ristampati in Unione Sovietica.

## Opere
- in russo Стихи. Книга 1?, Stihi. Kniga 1 (poesie), S.Pietroburgo, Drakon, 1910.
- in russo Аллилуйя. Стихи?, Allilujâ. Stihi (poesie),  (Oform. I.Bilibina, G.Narbuta, M.Čembers). S.Pietroburgo, Ceh poètov, 1912.
- in russo Любовь и любовь. Третья книга стихов?, Lûbov’ i lûbov’. Tret’â kniga stihov,  S.Pietroburgo, Naš vek, 1913.
- in russo Вий?, Vij (poesie),  S.Pietroburgo, Naš vek, 1915.
- in russo Веретено?, Vereteno,  Kiev: Narkompros Ukrainy, 1919.
- in russo Плоть. Быто-эпос?, Plot’. Byto-èpos,  Odessa, 1920.
- in russo Пасха?, Pasha,  Mosca, Giz, 1922.
- in russo Александра Павловна?, Aleksandra Pavlovna,  Har’kov: Liren’, 1922.